# Norrköping (stad)
Norrköping is een Zweedse stad, gelegen in het landschap Östergötland en de provincie Östergötlands län. Het is de hoofdplaats van de  gemeente Norrköping. De stad heeft 93.765 inwoners (2015) en een oppervlakte van 3478 hectare.
Midden door de stad stroomt het riviertje 'Motala Ström'. Norrköping is bekend als een oude industrie-, handels- en zeevaartstad, en staat ook wel bekend als het Manchester van Zweden.
Herbert Blomstedt was vanaf 1954 muzikaal leider en chef-dirigent van het symfonieorkest van Norrköping. Sinds 2017 is Norrköping een UNESCO City of Music.

## Verkeer en vervoer
Bij Norrköping lopen de wegen E4, E22, Riksväg 51, Riksväg 55, Riksväg 56 en Länsväg 209.
De stad heeft een klein trambedrijf, de tram van Norrköping. Tevens is er een treinstation, gelegen aan de spoorlijnen Katrineholm - Nässjö, Katrineholm - Malmö en Järna - Åby.
Norrköping beschikt over een eigen luchthaven, de luchthaven Norrköping.
In de stad bevindt zich het hoofdkantoor van de Zweedse transportdienst, de Transportstyrelsen.

## Stedenbanden
- Klaksvík, (Faeröer)
- Kópavogur, (IJsland)
- Odense, (Denemarken)
- Tampere, (Finland)
- Trondheim (Noorwegen)

## Sport
Veelvoudig Zweeds landskampioen IFK Norrköping is de succesvolste professionele voetbalclub van Norrköping. IFK Norrköping speelt evenals IK Sleipner en IF Sylvia haar wedstrijden in het stadion Nya Parken.
Norrköping was speelstad bij het Wereldkampioenschap voetbal 1958 en het Europees kampioenschap voetbal 1992. De wedstrijden werden destijds gespeeld in Nya Parken.

## Geboren
- Oscar Levertin (1862–1906), schrijver, literatuurhistoricus en literatuurcriticus
- Ture Nerman (1886–1969), communist
- Tore Keller (1905–1988), voetballer
- Hannes Alfvén (1908–1995), natuurkundige en Nobelprijswinnaar (1970)
- Georg Ericson (1919–2002), voetballer en voetbalcoach
- Ove Kindvall (1943–2025), voetballer
- Michael B. Tretow (1944–2025), muziekproducent
- Thomas Nordahl (1946), voetballer
- Benny Wendt (1950), voetballer
- Peter Lönn (1961), voetballer
- Jonas Jacobsson (1965), schutter
- Magnus Krepper (1967), acteur, zanger en goochelaar
- Pernilla Wiberg (1970), alpineskiester
- Elin Grindemyr (1983), fotomodel
- Amy Diamond (1992), zangeres
- Alexander Fransson (1994), voetballer
- Gaboro (2000–2024), rapper
- My Cato (2002), voetbalster

## Afbeeldingen

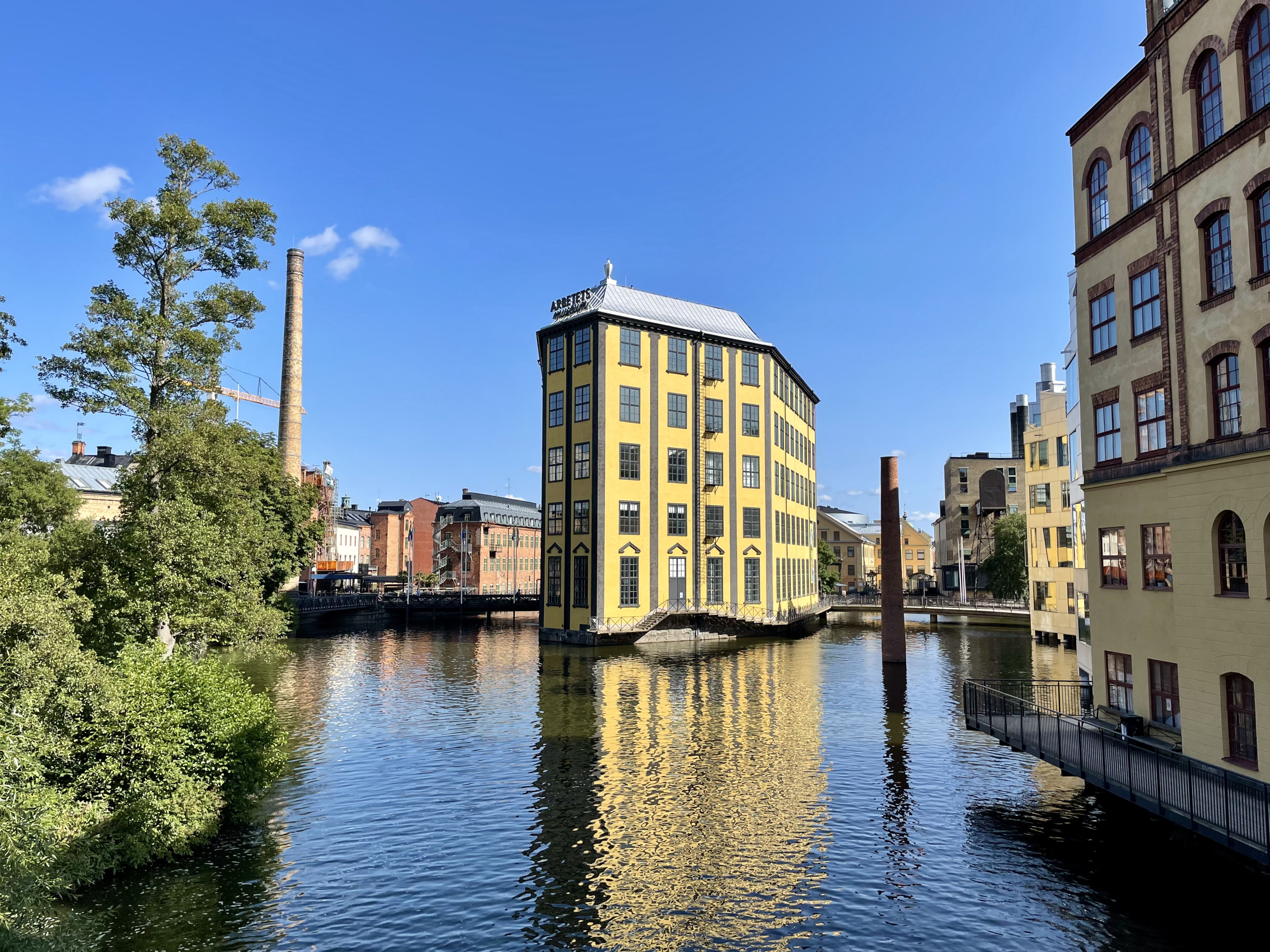
Arbeidsmuseum
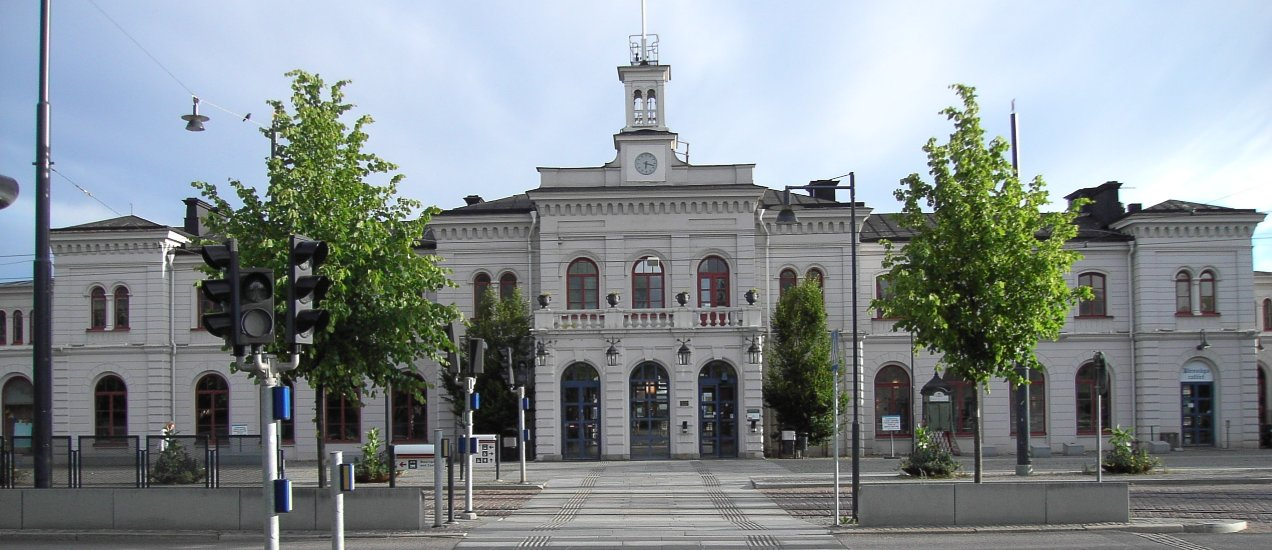
Spoorwegstation